# Edmond Malinvaud

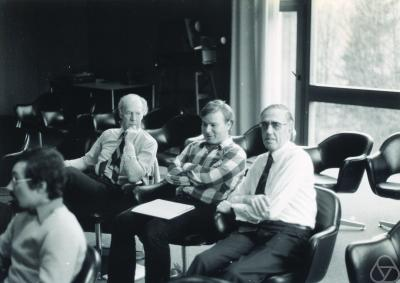
Gérard Debreu, Yves Balasko en Edmond Malinvaud (rechts) in Oberwolfach, rond 1977

Edmond Malinvaud (Limoges, 25 april 1923 – Parijs, 7 maart 2015) was een Franse econoom.  

## Leven
Hij was opgeleid aan de École Polytechnique en aan de École nationale de la statistique et de l'administration économique (ENSAE) in Parijs. Hij was net als Gérard Debreu een leerling van Maurice Allais.
In 1950 nam Malinvaud afscheid van Allais. Hij verhuisde naar de Verenigde Staten, waar hij lid werd van de Cowles-commissie.  Malinvaud vervulde vele functies. Van 1962 tot 1966 was hij directeur van de ENSAE. Van 1972 tot 1974 was hij directeur van de prognose-afdeling van het Franse ministerie van Financiën, Van 1974 tot 1987 was hij directeur van INSEE. Daarna was hij van 1988 tot 1993 hoogleraar aan het Collège de France. Vanaf 1988 was Malinvaud lid van de Academia Europaea.
Van 1994 tot 2004 was hij de eerste president van de Pauselijke Academie voor Sociale Wetenschappen.

## Werk
Zijn beroemde artikel, Capital Accumulation and the Efficient Allocation of Resources (Kapitaalaccumulatie en de efficiënte allocatie van middelen) (1953), voorzag in een intertemporele theorie van kapitaal voor de algemene evenwichtstheorie. Ook introduceerde hij in dit artikel het concept van dynamische efficiëntie
Hij werkte ook aan de onzekerheidstheorie, met name de theorie van de "first order certainty equivalence" (1969) en de relatie tussen individuele en sociale risico's (1972, 1973). Zijn micro-economisch leerboek (1971) en zijn econometrieleerboek, Statistical Methods in Econometrics, zijn sindsdien klassiekers geworden. 
Malinvauds belangrijkste bijdrage aan de macro-economie bestaat uit zijn dunne boek uit 1977, Theory of Unemployment Reconsidered  (Theorie van de werkloosheid opnieuw bekeken). Dit werk gaf een duidelijke en uniforme reconstructie van de dynamische "onevenwichtigheids"-macro-economie; deze theorie baseerde zich op eerdere resultaten van Robert Clower en Axel Leijonhufvud en de "niet-Walrasiaanse" theorie. 
Malinvauds invloed op Europese economen was met name in de jaren 80 en 90 van de twintigste eeuw diepgaand.

## Boeken door Edmond Malinvaud
- (en)  Lectures on Microeconomic Theory, 1972.
- (fr)  La croissance française, with J.-J. Carré and P. Dubois, 1972.
- (en)  Market for an Exchange Economy with Individual Risks, 1973,  Econometrica.
- (en)  Theory of Unemployment Reconsidered, 1977.
- (en)  Profitability and Unemployment, 1980.
- (fr)  Théorie macroéconomique, 2 volumes, 1981-2.
- (fr)  Essais sur la théorie du chômage, 1983
- (en)  Mass Unemployment, 1984.
- (en)  Reflecting on the Theory of Capital and Growth, 1986, Oxford EP.
- (fr)  Voies de la recherche macroéconomique, 1991.
- (fr)  Équilibre général dans les économies de marché, 1993.